# 插箭岭遗址
插箭岭遗址，位于中国河北省邯郸市西郊，为邯郸市的一个省级文物保护单位，类型为古遗址，公布时间为1982年7月23日。
插箭岭遗址的历史年代为战国、汉。